# Diaparsis multiplicator
Diaparsis multiplicator är en stekelart som beskrevs av Aubert 1969. Diaparsis multiplicator ingår i släktet Diaparsis och familjen brokparasitsteklar. Arten är reproducerande i Sverige. Inga underarter finns listade i Catalogue of Life.